# جک فولی
جک فولی (انگلیسی: Jack Foley; ۱۲ آوریل ۱۸۹۱ – ۹ نوامبر ۱۹۶۷) توسعه دهنده جلوه‌های صوتی در فیلم‌سازی اهل ایالات متحده آمریکا بود.